# Mateusz Berger
Mateusz Jan Berger (ur. 30 lipca 1986 w Warszawie) – polski prawnik i menedżer, w latach 2022–2023 sekretarz stanu w Kancelarii Prezesa Rady Ministrów i pełnomocnik rządu ds. strategicznej infrastruktury energetycznej, w latach 2023–2024 prezes zarządu Polskich Elektrowni Jądrowych.

## Życiorys
W 2010 ukończył studia prawnicze na Uniwersytecie Warszawskim, kształcił się w zakresie zarządzania finansami przedsiębiorstwa w Szkole Głównej Handlowej. Uzyskał również uprawnienia adwokata. Od 2012 do 2017 pracował w dziale prawnym banku PKO BP, prowadził także własną kancelarię adwokacką. Zajmował stanowiska dyrektora Departamentu Jednostek Nadzorowanych i Podległych w Ministerstwie Rozwoju oraz dyrektora Departamentu Skarbu Państwa w Kancelarii Prezesa Rady Ministrów. Zasiadał w różnych radach nadzorczych (m.in. Agencji Rozwoju Przemysłu), kierował radami nadzorczymi PLL LOT i Bankowego Funduszu Gwarancyjnego. W grudniu 2019 został członkiem zarządu, a następnie w kwietniu 2020 wiceprezesem Agencji Rozwoju Przemysłu.
Od 26 lipca 2022 do 2 czerwca 2023 był sekretarzem stanu w Kancelarii Prezesa Rady Ministrów i pełnomocnikiem rządu do spraw strategicznej infrastruktury energetycznej. Od 15 sierpnia 2023 do 22 lutego 2024 był prezesem zarządu Polskich Elektrowni Jądrowych.

## Publikacje
- Łukasz Młynarkiewicz, Mateusz Berger, Preludium do budowy elektrowni atomowych. Jakie są warunki zasadniczej decyzji? [ANALIZA]. Dziennik Gazeta Prawna, 18.04.2023[10]